# Jaume Soler Albertí
Jaume Soler Albertí es un periodista español nacido en Palamós (Gerona) el 31 de julio de 1971. Ha residido durante diez años en Madrid (1994-2004) y actualmente lo hace en Jerez de la Frontera (Cádiz).

## Trayectoria
Sus primeros pasos en el mundo de la comunicación fueron en Radio Palamós (1984-1989), la Revista Proa de Palamós (1987) y como corresponsal deportivo de los diarios El Punt y Diari de Girona.
Fue redactor del diario El Punt (1992-1993) y miembro fundador del desaparecido Nou Diari (1993-1994); colaborador entre otros de la Cadena Ser (1989-91), Catalunya Ràdio (1991-92), Ràdio 4 (RNE) (1993-94) y El País (1993-1994). Ocupó el cargo durante siete años Director de Comunicación de la Real Federación Española de Vela (1994-2001, 2003 y 2016), siendo Jefe de Prensa del Equipo Olímpico Español de Vela en los Juegos Olímpicos de Atlanta 1996, Sídney 2000 y Río 2016. Ha realizado servicios especiales en Juegos Olímpicos y la Copa América de Vela para La Vanguardia y reportajes especiales para El Mundo-Sports Challenge (2007-2009). Ha cubierto siete America's Cup (2000-2003-2007-2010-2013-2017-2021). 
Corresponsal de fútbol para Mundo Deportivo en Palamós (1989-1994) y Madrid (1994-2003), en la actualidad es corresponsal de vela del mismo rotativo. Colaborador de las revistas Mares (2017-2020), Navegar (1994-2012), 100x100 Regata (2007-2008) y Yachting World (2005-06); columnista del suplemento de náutica de ABC (2009-actualidad) y colaborador de National Geographic España.
Fundador y director desde el año 2001 de la Agencia de Prensa Harbour Communication, con la que ha llevado a cabo entre otros proyectos la jefatura de prensa de grandes eventos náuticos como varios Campeonatos del Mundo (TP 52', GP 42', RC 44', 420 y Match Race); regatas internacionales como la Palamós Christmas Race y la Barcelona Olympic Sailing Week, entre otras. Director de comunicación del proyecto One Planet, One Ocean & Pharmaton participante en la Barcelona World Race (2014-2015), Director de Comunicación y Prensa de la Real Federación Española de Vela en tres etapas (1994-2001, 2003 y 2016-2017) y Media Manager de Alicante Puerto de Salida de The Ocean Race 2023.
Es, desde el año 1995, Presidente de la Asociación de la Prensa Deportiva de Gerona, adscrita a la Asociación Española de la Prensa Deportiva (AEPD), de la que es compromisario. Es miembro del Col.legi de Periodistes de Catalunya, de la International Sports Press Association (AIPS), de la Asociación Española de Periodistas Náuticos (AEPN) y del Institut d'Estudis Gironins (IEG).

## Libros
Autor del libro "La maté porque era mía", que relata a través de los posts publicados en "El blog de Jaume Soler" lo ocurrido durante dos años y medio en una lucha de poderes y la disputa entre Alinghi y Oracle Challenge, y la pérdida de Valencia como sede de la Copa América de Vela por culpa del fantasmagórico Club Náutico Español de Vela. Se trata de una reproducción cronológica de datos, documentos, entrevistas e imágenes. 
Coautor del libro "Las estrellas son así", libro editado por la Asociación Española de la Prensa Deportiva, en el que participan 101 periodistas deportivos españoles en el que cada uno de ellos cuenta una anécdota ocurrida a lo largo de su carrera profesional.

## Distinciones
Ha recibido varias distinciones:
- Federación Madrileña de Vela (1997)
- Real Club Náutico de Denia (2007)
- Asociación de la Prensa Deportiva de Cádiz (2008)
- Federación Andaluza de Vela (2012)